# Pseudeniaca lyncaea
Pseudeniaca lyncaea är en stekelart som beskrevs av Masi 1936. Pseudeniaca lyncaea ingår i släktet Pseudeniaca och familjen bredlårsteklar.
Artens utbredningsområde är Eritrea. Inga underarter finns listade i Catalogue of Life.